# Potamologie
Potamologie (von altgriechisch ποταμός potamos, deutsch ‚Strom‘ und -logie) ist das Teilgebiet der Hydrologie, dass sich mit oberirdischen Fließgewässern beschäftigt. Es wurde durch Maurice Pardé begründet, die Bezeichnung durch ihn um 1950 zuerst verwendet.